# Amelia Bruhn
Amelia Ana Bruhn Fernández (13 de junio de 1940) fue una decoradora chilena, que militaba en el MIR, detenida por agentes de la DINA el 4 de octubre de 1974. Tenía 34 años a la fecha de la detención, es una de las mujeres detenidas desaparecidas de la dictadura militar en Chile 

## Una decoradora es detenida por la DINA
Amelia Bruhn Fernández, hija de Evilia Fernández y de Carlos Bruhn, nació el 13 de junio de 1940. A la fecha de la detención tenía 34 años, era soltera, decoradora de interiores, era militante del MIR. Fue detenida el 4 de octubre de 1974 a las 13:00 hrs, en su lugar de trabajo, un taller en la comuna de Santiago, por agentes de la Dirección de Inteligencia Nacional (DINA). Fernando Cenitagoya Dutra declaró como testigo: "Soy decorador de interiores y en calidad de tal trabaja conmigo desde hace más o menos 7 u 8 años a la fecha, Amelia Bruhn. Entre las 10 y las 10:30 horas. Llegaron hasta mi lugar de trabajo ubicado en calle Catedral, tres hombres, los cuales preguntaron por Amelia, como ella no se encontraba en el lugar, los individuos esperaron hasta que ella llegara. Luego, más o menos a las 12:00 horas llegó Amelia, en compañía de una dama; de inmediato, ambas fueron detenidas sin dar ningún tipo de explicación. Lo único que pude conversar con Amelia fueron cosas de trabajo y ésta me pidió que avisara a sus familiares”. La ex presa política Rosalía Martínez Cereceda que estuvo en el recinto de detención clandestino de la DINA de la casa de José Domingo Cañas, junto con Amelia ella declaró que: "El día 5 de octubre de 1974, fuimos subidas a una camioneta Chevrolet C-10 y junto a otras personas, trasladadas al pabellón de Incomunicados de Cuatro Álamos. Amelia quedó registrada en la pieza de mujeres Nº 4 y yo en la Nº 3. Unos días después, sentimos como llamaban a Amelia y se la llevaban. Nunca más volvió y sus cosas personales quedaron en la pieza".

## Búsqueda de Justicia en dictadura
Familiares de Amelia Bruhn, presentaron ante la Corte de Apelaciones de Santiago el 15 de octubre de 1974 un Recurso de Amparo Rol  1527-74, siendo rechazado el 27 de diciembre de 1974. El 28 de diciembre de 1974 se presentó una querella por el delito de presunta desgracia Rol 82.929-1. Esta denuncia fue sobreseída temporalmente.

## Informe Rettig
Familiares de Amelia Bruhn presentaron su caso ante la Comisión Rettig, Comisión de Verdad que tuvo la misión de calificar casos de detenidos desaparecidos y ejecutados durante la dictadura. Sobre el caso de María Cristina, el Informe Rettig señaló que:

“El 4 de octubre de 1974 fue detenida en su lugar de trabajo por agentes de la DINA la militante del MIR Amelia Ana BRUHN FERNANDEZ, junto a una amiga que luego fue puesta en libertad.

Hay testimonios de la permanencia de Amelia Ana Bruhn en el recinto de José Domingo Cañas y en Cuatro Álamos, lugar donde es vista por última vez.
La Comisión está convencida de que su desaparición fue obra de agentes del Estado, quienes violaron así sus derechos humanos.

La mayor parte de los casos que se dan en este tiempo se vinculan a los esfuerzos de la DINA por ubicar a Miguel Enríquez Espinosa, médico, Secretario General del MIR y líder del partido. Este objetivo se convierte en el principal y da lugar a una cadena de detenciones que se había iniciado con la de Lumi Videla y Sergio Pérez”.

## Proceso judicial en democracia
El caso de Amelia Bruhnfue investigado por el ministro Mario Carroza. El 22 de mayo del 2015, el magistrado dictó sentencia de primera instancia en la que condenó a 6 exagentes de la Dirección de Inteligencia Nacional (DINA) por su responsabilidad en el delito de secuestro calificado de la decoradora. El ministro Carroza condenó, en calidad de autores, a los exagentes: Manuel Contreras Sepúlveda, Marcelo Moren Brito y Miguel Krassnoff Martchenko, a penas de 7 años de prisión. En tanto, los agentes César Manríquez Bravo, Orlando Manzo Durán y Ciro Torré Sáez deberán cumplir 5 años y un día de prisión.
El fallo, se da por establecido que al mediodía del 4 de octubre de 1974, "(…) agentes armados vestidos de civil pertenecientes a la DINA, brigada "Caupolicán", grupo "Halcón", luego de allanar el departamento donde vivía la víctima Amelia Bruhn Fernández, fueron a buscarla a su lugar de trabajo, una empresa de decoración de interiores, ubicada en calle Catedral Nº 2808 de Santiago Centro, y al enterarse por el dueño de la empresa que concurriría más tarde, los agentes deciden esperarla y al llegar la detienen junto a una amiga que la acompañaba, las interrogan y luego las trasladan al centro de reclusión clandestino de calle José Domingo Cañas, denominado cuartel Ollagüe (…)".
En el cuartel, continúa, "(…) las someten a torturas e interrogatorios, al día siguiente dejan libre a su amiga y a ella, luego de intensos interrogatorios la llevan al centro de prisiones secreto de Cuatro Álamos, donde la mantienen en una celada junto a otras detenidas, en calidad de incomunicadas, posteriormente vuelven a llevarla a José Domingo Cañas, hasta que un día, sus compañeras se dan cuenta de que unos agentes van a buscarla a ese lugar y una vez que la identifican, le señalan que no es necesario que lleve nada porque regresaría, pero la traslada a un destino desconocido, siendo esa oportunidad, la última vez que la ven con vida".
El 3 de febrero de 2016 la Corte de Apelaciones de Santiago ratificó la sentencia de primera instancia dictada por el ministro Mario Carroza por la desaparición de Amelia Bruhn. En fallo unánime la Cuarta Sala del tribunal de alzada ratificó las penas dictadas en contra de los agentes de la Dirección de Inteligencia Nacional (DINA) Miguel Krassnoff Martchenko, de 7 años de prisión; y César Manríquez Bravo, Orlando Manzo Durán y Ciro Torré Sáez, a 5 años y un día de prisión.
La Corte Suprema, el 14 de septiembre del 2016, ratificó la sentencia dictada por el magistrado Mario Carroza. la Sala Penal del máximo tribunal integrada por los ministros Miilton Juica, Carlos Künsemüler, Haroldo Brito, Lamberto Cisterrnas y Jorge Dahm, ratificó las penas dictadas en contra de Miguel Krassnoff Martchenko, de 7 años de prisión; y César Manríquez Bravo, Orlando Manzo Durán y Ciro Torré Sáez, a 5 años y un día de prisión.